# مهدی قشلاق
مهدی قشلاق (به ترکی آذربایجانی: Mehdiqışlaq) یک منطقه مسکونی در جمهوری آذربایجان است که در شهرستان قوبا واقع شده است.